# Solopaca

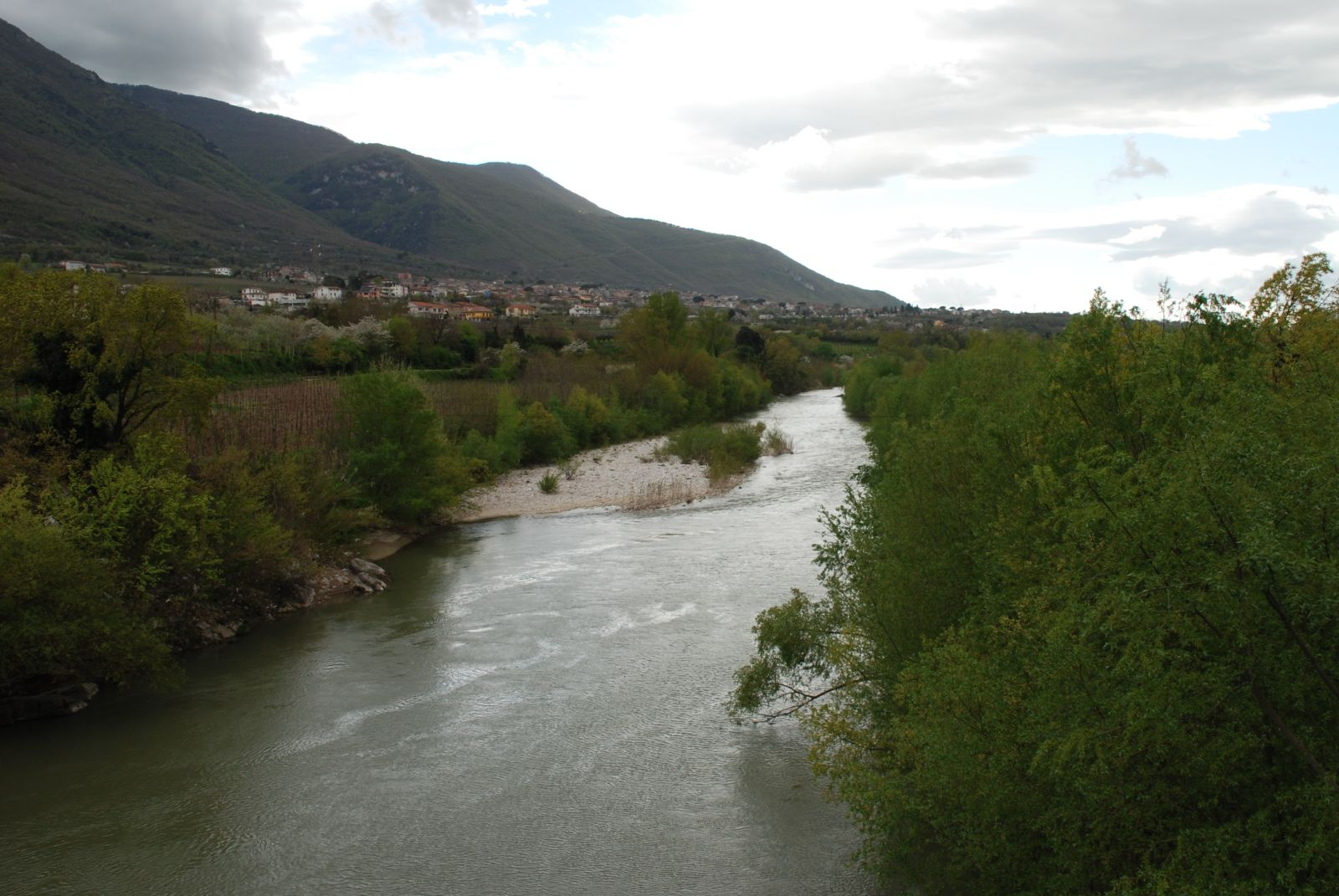
Solopaca

Solopaca ist eine Gemeinde in Italien in der Region Kampanien in der Provinz Benevento mit 3444 Einwohnern (Stand 31. Dezember 2023). Sie ist Bestandteil der Bergkommune Comunità Montana del Taburno.

## Geographie
Die Gemeinde liegt etwa 25 km westlich der Provinzhauptstadt Benevento im Hügelland an der Ostseite des Monte Taburno. Die Nachbargemeinden sind Castelvenere, Frasso Telesino, Guardia Sanframondi, Melizzano, Telese Terme und Vitulano. Ein weiterer Ortsteil ist Solopaca Scalo.

## Wirtschaft
Die Gemeinde lebt hauptsächlich von Landwirtschaft (Oliven, Wein, Früchte) und Tourismus. 

## Persönlichkeiten
- Orazio Francesco Piazza (* 1953), römisch-katholischer Geistlicher und Bischof von Viterbo